# (12921) 1998 WZ5
(12921) 1998 WZ5 è un asteroide troiano di Giove del campo greco. Scoperto nel 1998, presenta un'orbita caratterizzata da un semiasse maggiore pari a 5,240230 UA e da un'eccentricità di 0,093334, inclinata di 12,802814° rispetto all'eclittica. Ha un diametro di 32,174 km e un'albedo di 0,074.